# Zoheïr Naïm
Zoheïr Naïm, né le 3 mai 1996 à Skikda, est un joueur international algérien de handball.
Avec l'équipe nationale algérienne, il participe notamment au Championnat du monde 2021.
En club, il évolue alors à la JSE Skikda.

## Palmarès

### En clubs
- Vainqueur du Championnat d'Algérie en 2021 (avec JSE Skikda)
- Vainqueur de la Supercoupe des Émirats arabes unis (3): 2021 , 2022 , 2023  (avec Sharjah FC)
- Vainqueur du Championnat des Émirats arabes unis (2): 2022 , 2023 (avec Sharjah FC)
- Vainqueur de la Coupe des président des Émirats arabes unis (2) : 2022 , 2023 (avec Sharjah FC)
- Vainqueur de la Coupe des vice-présidents des Émirats arabes unis (1) : 2022  (avec Sharjah FC)
- Vainqueur de la Coupe des Émirats arabes unis (2) :  2022  , 2023  (avec Sharjah FC)
- (avec Sharjah FC)
- Vainqueur de la Supercoupe Émirats arabes unis-Bahrain: 2023   (avec Sharjah FC)
  - Finaliste : 2021 , 2022  (avec Sharjah FC)
- 3e place de la Coupe des vainqueurs de coupes du Golfe en 2023

### Enéquipe d'Algérie
Championnats du monde
- 22e place au Championnat du monde 2021 ( Égypte)
- 31e place au Championnat du monde 2023 ( Pologne/ Suède)
- 30e place au Championnat du monde 2025 ( Croatie/ Danemark/ Norvège)

Championnats d'Afrique
- Médaille de bronze au Championnat d'Afrique  2020 ( Tunisie)
- 5e place au Championnat d'Afrique  2022 ( Égypte)
- Médaille d'argent au Championnat d'Afrique  2024 ( Égypte)